# Helen Watts
Helen Josephine Watts (Milford Haven, 7 dicembre 1927 – 7 ottobre 2009) è stata un contralto britannico.

## Biografia
Helen Watts nacque nel Pembrokeshire nel 1927. Studiò canto alla Royal Academy of Music, dove fu allieva di Caroline Hatchard e Frederick Jacobson. Esordì come corista al Festival di Glyndebourne e nel 1953 cantò nell'Orfeo ed Euridice, trasmesso per radio dalla BBC. Ciò la portò all'attenzione di Geraint Jones, che la raccomandò a Malcolm Sargent: nel 1955 fece quindi il suo debutto a The Proms cantando Bach. Incise una quarantina di cantate di Bach, diretta da Helmuth Rilling e con la Bach-Collegium Stuttgart.
Nel 1958 fu Didimo nella Teodora, portata in scena a Londra dalla Hendel Society. Nel 1964 si esibì in Unione Sovietica come membro dell'English Opera Group, cantando come protagonista ne Lo stupro di Lucrezia. Nel 1964 fu invitata da Herbert von Karajan a cantare nell'Elettra al Festival di Salisburgo. Esordì alla Royal Opera House nel 1965 sempre con l'Elettra, a cui seguì il ruolo di Erda ne L'oro del Reno, una parte che incise anche su disco, diretta Georg Solti con la Chicago Symphony Orchestra. Ottenne un buon successo di critica al Covent Garden come Sosostris in The Midsummer Marriage. Nel 1969 ottenne il plauso della critica per la sua Mistress Quickly nel Falstaff con la Welsh National Opera e, nello stesso, cantò in occasione della cerimonia di investitura di Carlo come Principe di Galles. Nel 1971 cantò al Festival di Salisburgo come Farnace in Mitridate, re di Ponto. Nel 1972 cantò con Elizabeth Harwood alla Wigmore Hall.
Nel 1978 fu nominata Commendatore dell'Ordine dell'Impero Britannico e due anni dopo sposò il violoncellista Michael Mitchell. Diede il suo addio alle scene nel 1985. Rimasta vedova nel 2007, morì nel 2009 all'età di 81 anni.